# Calycobolus heudelotii
Calycobolus heudelotii är en vindeväxtart. Calycobolus heudelotii ingår i släktet Calycobolus och familjen vindeväxter.

## Underarter
Arten delas in i följande underarter:
- C. h. heudelotii
- C. h. libristylis